# Ofiary II wojny światowej
II wojna światowa zebrała najobfitsze żniwo życia ludzkiego w historii świata. W ciągu 6 lat wojny zginęło ponad 60 milionów ludzi, co stanowiło około 3% całkowitej liczby ludności na świecie (ok. 2,3 miliarda). Poniższe tabele przedstawiają straty ludzkie poniesione przez poszczególne państwa. Liczba ofiar śmiertelnych jest szacunkowa i waha się w zależności od źródła, pomiędzy 50 milionami a ponad 80 milionami ofiar. Wyższa wartość – 80 milionów ofiar śmiertelnych zawiera także zmarłych w wyniku chorób i głodu związanych z konfliktem zbrojnym. Całkowita liczba zabitych cywilów wyniosła około 50–55 milionów ludzi, z czego 19–28 milionów zmarło w wyniku głodu i chorób. Całkowita liczba ofiar militarnych wynosiła 21–25 milionów, w tym około 5 milionów zmarłych w niewoli jeńców wojennych.
Ostatnie badania naukowe rzuciły nowe światło na kwestię liczby ofiar II wojny światowej. Badania przeprowadzone w Rosji po rozpadzie ZSRR doprowadziły do rewizji dotychczasowych szacunków na temat liczby ofiar wojny z krajów Związku Radzieckiego. Według rządu rosyjskiego straty ludzkie ZSRR wewnątrz jego powojennych granic wyniosły 26,6 miliona osób. W sierpniu 2009 roku IPN oszacował, że liczba polskich ofiar II wojny światowej wynosi pomiędzy 5,6 a 5,8 miliona ludzi. Historyk Rüdiger Overmans z Militärgeschichtliches Forschungsamt (MGFA) opublikował w 2000 roku badanie, w którym szacuje, że militarne straty ludzkie Niemiec – zabitych i zaginionych wyniosły 5,3 miliona osób.

## Klasyfikacja ofiar
Szacowanie liczby zgonów wywołanych wojną lub innymi brutalnymi konfliktami jest kontrowersyjne. Różni historycy przedstawiają wiele różnych szacunków liczby ofiar II wojny światowej. Autorzy książki „Oxford Companion to World War II” utrzymują, że „szacunki liczby zabitych są notorycznie zawodne”. Poniższa tabela przedstawia informacje na temat liczby ofiar z każdego państwa wraz z informacją na temat liczby ludności, w celu zaprezentowania relatywnego wpływu strat ludzkich na populację. W przypadku, gdy źródła różnią się w szacunkach liczby ofiar, podano zakres wartości w celu zaznaczenia, że nad ostateczną liczbą toczy się dyskusja naukowców. Ofiary militarne składają się z poległych w walce (PWW), zaginionych w walce (ZWW) oraz ofiar śmiertelnych będących wynikiem wypadków, chorób oraz śmierci jeńców wojennych w niewoli. Ofiary cywilne składają się z ofiar nalotów bombowych, Holokaustu, niemieckich zbrodni wojennych, japońskich zbrodni wojennych, przesiedleń i zesłań w ZSRR, innych zbrodni wojennych oraz ofiar głodu i chorób związanych z wojną. Źródła liczby ofiar poszczególnych narodowości zostały oszacowane przy użyciu różnych metodologii, a ofiary cywilne będące wynikiem głodu i chorób nie są wliczone w wartości podane dla Niemiec, Japonii oraz kilku innych narodowości. Podane liczby są liczbami rzeczywistych zgonów, hipotetyczne straty będące wynikiem spadku liczby urodzeń nie zostały uwzględnione. Rozróżnienie pomiędzy ofiarami militarnymi a cywilnymi, będącymi bezpośrednim wynikiem konfliktu zbrojnego oraz strat ubocznych nie zawsze jest oczywiste. Dla państw, które ucierpiały w wyniku dużych strat, takich jak ZSRR, Chiny, Polska, Niemcy i Jugosławia, źródła są w stanie podać jedynie szacunkowy całkowity ubytek populacji będący wynikiem wojny oraz uśrednione rozbicie tej liczby na ofiary działań wojskowych, zbrodni przeciwko ludzkości oraz głodu będącego wynikiem wojny. Poniższa tabela zawiera 19–25 milionów ofiar głodu w ZSRR, Chinach, Indonezji, Wietnamie, Filipinach oraz Indiach, które często są pomijane w tego typu zestawieniach.

### Ofiary II wojny światowej w poszczególnych państwach
| Państwo/Terytorium                                  | Całkowita liczba ludności 1 stycznia 1939 | Ofiary militarne                                                              | Ofiary cywilne będące wynikiem działalności militarnej i zbrodni przeciwko ludzkości | Ofiary cywilne będące wynikiem głodu i chorób związanych z wojną | Suma wszystkich ofiar    | Liczba ofiar jako % populacji sprzed wojny |
| --------------------------------------------------- | ----------------------------------------- | ----------------------------------------------------------------------------- | ------------------------------------------------------------------------------------ | ---------------------------------------------------------------- | ------------------------ | ------------------------------------------ |
| Królestwo Albanii                                   | 1 073 000                                 | 30 000                                                                        |                                                                                      |                                                                  | 30 000                   | 2,80                                       |
| Australia                                           | 6 968 000                                 | 39 700                                                                        | 700                                                                                  |                                                                  | 40 400                   | 0,58                                       |
| Austria                                             | 6 653 000                                 | wliczone z niemieckimi siłami zbrojnymi                                       | wliczone z Niemcami                                                                  |                                                                  |                          | Zobacz: tabela poniżej                     |
| Belgia                                              | 8 387 000                                 | 12 000                                                                        | 76 000                                                                               |                                                                  | 88 000                   | 1,05                                       |
| Birma Brytyjska                                     | 16 119 000                                | 2 600                                                                         | 250 000                                                                              |                                                                  | 252 600                  | 1,57                                       |
| Brazylia                                            | 40 289 000                                | 1 000                                                                         | 1 000                                                                                |                                                                  | 2 000                    | 0,00                                       |
| Bułgaria                                            | 6 458 000                                 | 18 500                                                                        | 3 000                                                                                |                                                                  | 21 500                   | 0,33                                       |
| Chiny                                               | 517 568 000                               | 3 000 000 do ponad 3 750 000                                                  | 7 357 000 do 8 191 000                                                               | 5 000 000 do 10 000 000                                          | 15 000 000 do 20 000 000 | 2,90 do 3,86                               |
| Czechosłowacja (w powojennych granicach 1945-1992)  | 14 612 000                                | 35 000 do 46 000                                                              | 294 000 do 320 000                                                                   |                                                                  | 340 000 do 355 000       | 2,33 do 2,43                               |
| Dania                                               | 3 795 000                                 |                                                                               | 6 000                                                                                |                                                                  | 6 000                    | 0,16                                       |
| Królestwo Egiptu                                    | 16 492 000                                | 1 100                                                                         |                                                                                      |                                                                  | 1 100                    | 0,00                                       |
| Estonia (w granicach z roku 1939)                   | 1 134 000                                 | 34 000 (w radzieckich i niemieckich siłach zbrojnych)                         | 49 000                                                                               |                                                                  | 83 000                   | 7,3                                        |
| Etiopia                                             | 17 700 000                                | 15 000                                                                        | 85 000                                                                               |                                                                  | 100 000                  | 0,56                                       |
| Wspólnota Filipin (terytorium USA)                  | 16 000 303                                | 27 000                                                                        | 164 000                                                                              | 336 000                                                          | 527 000                  | 3,29                                       |
| Finlandia                                           | 3 700 000                                 | 83 000 do 95 000                                                              | 2 000                                                                                |                                                                  | 85 000 do 95 000         | 2,30 do 2,57                               |
| Francja (wliczając kolonie)                         | 41 680 000                                | 210 000                                                                       | 390 000                                                                              |                                                                  | 600 000                  | 1,44                                       |
| Grecja                                              | 7 222 000                                 | 35 100                                                                        | 171 800                                                                              | 300 000 do 600 000                                               | 507 000 do 807 000       | 7,02 do 11,17                              |
| Guam                                                | 22 800                                    | 1 000 do 2 000                                                                |                                                                                      |                                                                  | 1 000 do 2000            | 4,39 do 8,77                               |
| Hiszpania                                           | 25 637 000                                | wliczone z niemieckimi siłami zbrojnymi                                       |                                                                                      |                                                                  |                          |                                            |
| Holandia                                            | 8 729 000                                 | 6 700                                                                         | 187 300                                                                              | 16 000                                                           | 210 000                  | 2,41                                       |
| Holenderskie Indie Wschodnie                        | 69 435 000                                | 11 500                                                                        | 300 000                                                                              | 2 400 000 do 4 000 000                                           | 3 000 000 do 4 000 000   | 4,3 do 5,76                                |
| Indochiny Francuskie                                | 24 664 000                                |                                                                               |                                                                                      | 1 000 000 do 2 000 000                                           | 1 000 000 do 2 200 000   | 4,05 do 8,11                               |
| Indie Brytyjskie                                    | 377 800 000                               | 87 000                                                                        |                                                                                      | 1 500 000 do 2 500 000                                           | 1 600 000 do 2 600 000   | 0,42 do 0,69                               |
| Królestwo Iraku                                     | 3 698 000                                 | 500                                                                           | 200                                                                                  |                                                                  | 700                      | 0,01                                       |
| Iran                                                | 14 340 000                                | 200                                                                           |                                                                                      |                                                                  | 200                      | 0,00                                       |
| Irlandia                                            | 2 960 000                                 | irlandzkich ochotników wliczono z brytyjskimi siłami zbrojnymi                | 100                                                                                  |                                                                  | 100                      | 0,00                                       |
| Islandia                                            | 118 900                                   |                                                                               | 200                                                                                  |                                                                  | 200                      | 0,17                                       |
| Japonia                                             | 71 380 000                                | 2 100 000 do 2 300 000                                                        | 550 000 do 800 000                                                                   |                                                                  | 2 500 000 do 3 100 000   | 3,50 do 4,34                               |
| Jugosławia                                          | 15 490 000                                | 300 000 do 446 000                                                            | 581 000 do 1 400 000                                                                 |                                                                  | 1 027 000 do 1 700 000   | 6,63 do 10,97                              |
| Kanada                                              | 11 267 000                                | 42 000                                                                        | 1 600                                                                                |                                                                  | 43 600                   | 0,38                                       |
| Generalne Gubernatorstwo Korei                      | 24 326 000                                | Wliczone z japońskimi siłami zbrojnymi                                        | 483 000 do 533 000                                                                   |                                                                  | 483 000 do 533 000       | 1,99 do 2,19                               |
| Kuba                                                | 4 235 000                                 |                                                                               | 100                                                                                  |                                                                  | 100                      | 0,00                                       |
| Litwa (w granicach z 1939 r.)                       | 2 575 000                                 | 25 000 (w radzieckich i niemieckich siłach zbrojnych)                         | 345 000                                                                              |                                                                  | 370 000                  | 14,36                                      |
| Luksemburg                                          | 295 000                                   | w belgijskich i niemieckich siłach zbrojnych                                  | 5 000                                                                                |                                                                  | 5 000                    | 1,69                                       |
| Łotwa (w granicach z 1939 r.)                       | 1 994 500                                 | 30 000 (w radzieckich i niemieckich siłach zbrojnych)                         | 220 000                                                                              |                                                                  | 250 000                  | 12,5                                       |
| Federacja Malajska i Singapur                       | 5 118 000                                 |                                                                               | 100 000                                                                              |                                                                  | 100 000                  | 1,95                                       |
| Malta                                               | 269 000                                   | wliczono z Wielką Brytanią                                                    | 1 500                                                                                |                                                                  | 1 500                    | 0,55                                       |
| Meksyk                                              | 19 320 000                                |                                                                               | 100                                                                                  |                                                                  | 100                      | 0,00                                       |
| Mongolia                                            | 819 000                                   | 300                                                                           |                                                                                      |                                                                  | 300                      | 0,04                                       |
| Nauru (Australijskie)                               | 3 400                                     |                                                                               | 500                                                                                  |                                                                  | 500                      | 14,7                                       |
| Nepal                                               | 6 087 000                                 | wliczone do Brytyjskiej Armii Indyjskiej                                      |                                                                                      |                                                                  |                          |                                            |
| III Rzesza                                          | 69 300 000                                | 4 440 000 do 5 318 000                                                        | 1 500 000 do 3 000 000                                                               |                                                                  | 6 900 000 do 7 400 000   | Patrz: tabela poniżej                      |
| Norwegia                                            | 2 945 000                                 | 2 000                                                                         | 8 200                                                                                |                                                                  | 10 200                   | 0,35                                       |
| Nowa Fundlandia                                     | 320 000                                   | wliczone z Wielką Brytanią i Kanadą                                           | 100                                                                                  |                                                                  | 100                      | 0,03                                       |
| Nowa Zelandia                                       | 1 629 000                                 | 11 700                                                                        |                                                                                      |                                                                  | 11 700                   | 0,72                                       |
| Papua i Nowa Gwinea Australijska                    | 1 292 000                                 |                                                                               | 15 000                                                                               |                                                                  | 15 000                   | 1,16                                       |
| Polska (w granicach z 1939 r.)                      | 34 849 000                                | 240 000                                                                       | 5 620 000 do 5 820 000                                                               |                                                                  | 5 900 000 do 6 000 000   | 16,93 do 17,22                             |
| Mandat Południowego Pacyfiku (terytorium japońskie) | 127 000                                   |                                                                               | 10 000                                                                               |                                                                  | 10 000                   | 7,87                                       |
| Ruanda-Urundi (terytorium belgijskie)               | 3 800 000                                 |                                                                               |                                                                                      | 300 000                                                          | 300 000                  | 7,89                                       |
| Rumunia (w powojennych granicach z 1945 r.)         | 15 970 000                                | 300 000                                                                       | 200 000                                                                              |                                                                  | 500 000                  | 3,13                                       |
| Stany Zjednoczone                                   | 131 028 000                               | 407 300                                                                       | 12 100                                                                               |                                                                  | 419 400                  | 0,32                                       |
| Szwajcaria                                          | 4 210 000                                 |                                                                               | 100                                                                                  |                                                                  | 100                      | 0,00                                       |
| Szwecja                                             | 6 341 000                                 | 100                                                                           | 2 000                                                                                |                                                                  | 2 100                    | 0,03                                       |
| Tajlandia                                           | 15 023 000                                | 5 600                                                                         | 2 000                                                                                |                                                                  | 7 600                    | 0,05                                       |
| Timor Portugalski                                   | 480 000                                   |                                                                               | 40 000 do 70 000                                                                     |                                                                  | 40 000 do 70 000         | 8,33 do 14,58                              |
| Turcja                                              | 17 370 000                                | 200                                                                           |                                                                                      |                                                                  | 200                      | 0,00                                       |
| Węgry                                               | 9 129 000                                 | 300 000                                                                       | 264 000 do 664 000                                                                   |                                                                  | 564 000 do 964 000       | 6,18 do 10,56                              |
| Wielka Brytania (wliczając kolonie brytyjskie)      | 47 760 000                                | 383 700                                                                       | 67 200                                                                               |                                                                  | 450 900                  | 0,94                                       |
| Włochy (w powojennych granicach z roku 1947)        | 44 394 000                                | 319 200 włoskich obywateli i około 20 000 Afrykanów zwerbowanych przez Włochy | 153 200                                                                              |                                                                  | 492 400                  | 1,06                                       |
| Południowa Afryka                                   | 10 160 000                                | 11 900                                                                        |                                                                                      |                                                                  | 11 900                   | 0,12                                       |
| ZSRR (w granicach z 1946–1991)                      | 188 793 000                               | 8 668 000 do 11 400 000                                                       | 10 000 000                                                                           | 6 000 000 do 7 000 000                                           | 26 000 000 do 27 000 000 | Zobacz: tabela poniżej                     |
| Inne                                                | 300 000 000                               |                                                                               |                                                                                      |                                                                  |                          |                                            |
| Uśredniona suma                                     | 2 300 000 000                             | 21 000 000 do 25 500 000                                                      | 29 000 000 do 30 500 000                                                             | 19 000 000 do 28 000 000                                         | 70 000 000 do 85 000 000 | 3,0 do 3,7                                 |

- Liczba ofiar Chin nie jest dokładnie znana.

- Liczby zostały zaokrąglone do setek lub wyższych wartości;
- Do ofiar militarnych zalicza się poległych z regularnych sił militarnych w wyniku walk oraz innych powodów. Ofiary wśród partyzantów i ruchu oporu zostały podliczone wspólnie z ofiarami militarnymi;
- Siły zbrojne różnych narodowości są traktowane jako całość. Na przykład ofiary narodowości austriackiej, francuskiej lub innych obcokrajowców służących w Wehrmachcie w Europie Wschodniej są przedstawione jako niemieckie ofiary militarne;
- Oficjalne statystyki ofiar opublikowane przez rządy USA, Francji oraz Wielkiej Brytanii nie podają szczegółów dotyczących narodowości, rasy, czy wyznania poległych;
- Do ofiar cywilnych zaliczono ofiary nalotów strategicznych, niemieckich zbrodni wojennych, japońskich zbrodni wojennych, alianckich zbrodni wojennych, zesłań w ZSRR oraz głodu i chorób będących wynikiem konfliktu zbrojnego. Źródła bibliograficzne nie zawsze zawierają informacje o dokładnej przyczynie lub rodzaju przyczyn śmierci ofiar.

## III Rzesza
Straty ludzkie III Rzeszy w II wojnie światowej.
| Państwo                                                    | Liczba ludności w 1939 roku | Ofiary militarne       | Ofiary cywilne w wyniku nalotów aliantów | Ofiary cywilne w wyniku działalności nazistów | Ofiary cywilne w wyniku wysiedleń Niemców | Całkowita liczba ofiar | Liczba ofiar jako % populacji z 1939 roku |
| ---------------------------------------------------------- | --------------------------- | ---------------------- | ---------------------------------------- | --------------------------------------------- | ----------------------------------------- | ---------------------- | ----------------------------------------- |
| Austria                                                    | 6 653 000                   | 250 000 do 261 000     | 24 000                                   | 100 000                                       |                                           | 370 000                | 5,56                                      |
| Niemcy (w granicach z 1937 r.)                             | 69 300 000                  | 3 760 000 do 4 456 000 | 353 000 do 410 000                       | 300 000 do 500 000                            | 400 000 do 1 225 000                      | 5 700 000              | 8,23                                      |
| Obcokrajowcy niemieckiego pochodzenia w Europie Wschodniej | 7 423 000                   | 430 000 do 538 000     |                                          |                                               | 200 000 do 886 000                        | 738 000 do 1 316 000   | 9,96 do 17,76                             |
| Obcokrajowcy w Europie Zachodniej                          | 215 000                     | 63 000                 |                                          |                                               |                                           | 63 000                 | 29,3                                      |
| Uśredniona suma                                            | 83 500 000                  | 4 440 000 do 5 318 000 | 353 000 do 434 000                       | 400 000 do 600 000                            | 600 000 do 2 111 000                      | 6 900 000 do 7 400 000 | 8,26 do 8,86                              |

- Niemieckie źródła bibliograficzne nie podają liczby poborowych w niemieckiej armii będących obywatelami radzieckimi. Rosyjski historyk Grigorij Kriwoszejew podaje liczbę 215 000 ofiar wśród „własowców, Bałtów i muzułmanów etc.” służących w niemieckich siłach[134][135].

## ZSRR
Szacunkowa liczba ofiar w republikach Związku Radzieckiego
| Republika związkowa | Liczba ludności w 1940 r. (w granicach z 1946-91 r.) | Ofiary militarne | Ofiary cywilne będące wynikiem działalności militarnej i zbrodni przeciwko ludzkości | Ofiary cywilne z powodu chorób i głodu związanych z wojną | Suma ofiar cywilnych i militarnych | Liczba ofiar jako % populacji z 1940 r. |
| ------------------- | ---------------------------------------------------- | ---------------- | ------------------------------------------------------------------------------------ | --------------------------------------------------------- | ---------------------------------- | --------------------------------------- |
| Armeńska SRR        | 1 320 000                                            | 150 000          |                                                                                      | 30 000                                                    | 180 000                            | 13,6%                                   |
| Azerbejdżańska SRR  | 3 270 000                                            | 210 000          |                                                                                      | 90 000                                                    | 300 000                            | 9,1%                                    |
| Białoruska SRR      | 9 050 000                                            | 620 000          | 1 360 000                                                                            | 310 000                                                   | 2 290 000                          | 25,3%                                   |
| Estońska SRR        | 1 050 000                                            | 30 000           | 50 000                                                                               |                                                           | 80 000                             | 7,6%                                    |
| Gruzińska SRR       | 3 610 000                                            | 190 000          |                                                                                      | 110 000                                                   | 300 000                            | 8,3%                                    |
| Kazachska SRR       | 6 150 000                                            | 310 000          |                                                                                      | 350 000                                                   | 660 000                            | 10,7%                                   |
| Kirgiska SRR        | 1 530 000                                            | 70 000           |                                                                                      | 50 000                                                    | 120 000                            | 7,8%                                    |
| Łotewska SRR        | 1 890 000                                            | 30 000           | 190 000                                                                              | 40 000                                                    | 260 000                            | 13,7%                                   |
| Litewska SRR        | 2 930 000                                            | 25 000           | 275 000                                                                              | 75 000                                                    | 375 000                            | 12,7%                                   |
| Mołdawska SRR       | 2 470 000                                            | 50 000           | 75 000                                                                               | 45 000                                                    | 170 000                            | 6,9%                                    |
| Rosyjska FSRR       | 110 100 000                                          | 6 750 000        | 4 100 000                                                                            | 3 100 000                                                 | 13 950 000                         | 12,7%                                   |
| Tadżycka SRR        | 1 530 000                                            | 50 000           |                                                                                      | 70 000                                                    | 120 000                            | 7,8%                                    |
| Turkmeńska SRR      | 1 300 000                                            | 70 000           |                                                                                      | 30 000                                                    | 100 000                            | 7,7%                                    |
| Ukraińska SRR       | 41 340 000                                           | 1 650 000        | 3 700 000                                                                            | 1 500 000                                                 | 6 850 000                          | 16,3%                                   |
| Uzbecka SRR         | 6 550 000                                            | 330 000          |                                                                                      | 220 000                                                   | 550 000                            | 8,4%                                    |
| Niezidentyfikowane  | –                                                    | 165 000          | 130 000                                                                              |                                                           | 295 000                            |                                         |
| Suma                | 194 090 000                                          | 10 600 000       | 10 000 000                                                                           | 6 000 000                                                 | 26 600 000                         | 13,7%                                   |

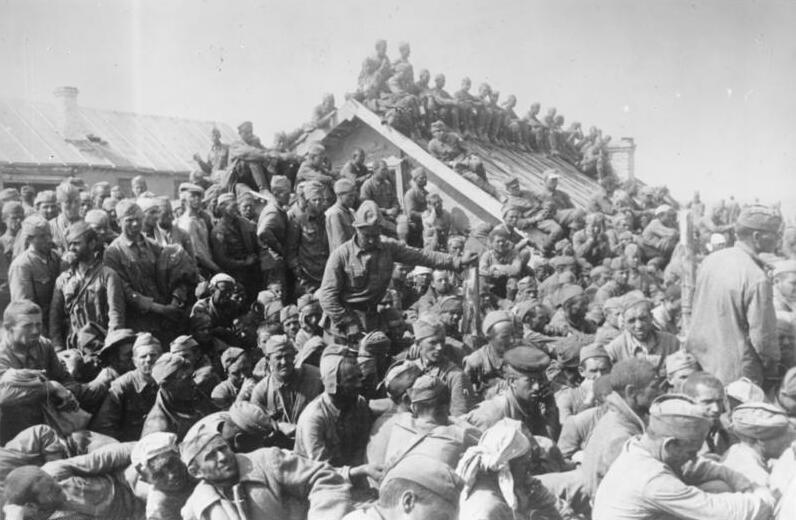
Przeludniony niemiecki obóz przejściowy dla jeńców wojennych w pobliżu Smoleńska, sierpień 1941 roku. Według oficjalnych danych podczas II wojny światowej zginęło około 8,7 miliona radzieckich żołnierzy, w tym miliony jeńców wojennych.

- Liczba ludności ZSRR – 194,09 miliona pochodzi z radzieckich źródeł. Ostatnie badania opublikowane w Rosji wskazują, że rzeczywista liczba ludności ZSRR w 1940 roku wynosiła 192 598 000[137][138].
- Liczba ludności ZSRR objęła także 20 268 000 osób zamieszkałych na terenach anektowanych przez ZSRR w latach 1939–1945[139][140]. Według Sergeia Maksudova, rosyjskiego demografa żyjącego na zachodzie, liczba ludności na terenach zaanektowanych przez ZSRR wynosiła 23 miliony[141], ale radzieckie źródła biorą pod uwagę ludność, która wyemigrowała z ZSRR, co zmniejszyło całkowitą liczbę ludności do 20 milionów[142].
- Liczby podane dla Białorusi, Ukrainy i Litwy zawierają około dwa miliony ofiar cywilnych, które są także wymienione w polskich źródłach jako obywatele polscy. Polska historyczka Krystyna Kersten oszacowała liczbę około 2 milionów ofiar na polskich terenach okupowanych przez ZSRR[143]. Formalny transfer terytoriów okupowanych przez ZSRR nastąpił w wyniku umowy granicznej pomiędzy Polską a ZSRR z 16 sierpnia 1945 roku.
- Według Erlikman do ofiar wojny należy dodać 1 700 000 ofiar radzieckich represji (200 000 poddanych egzekucji, 4 500 000 osadzonych w więzieniach i łagrach – z których: 1 200 000 zmarło, 2 200 000 deportowano – z których 300 000 zmarło)[136].

### Inwalidzi wojenni
W czasie drugiej wojny światowej w Związku Radzieckim rannych zostało około 30 000 000 ludzi, Władze państwowe nie przewidziały żadnej pomocy dla tych okaleczonych młodych ludzi. Osobom niepełnosprawnym rzadko udawało się nawet znaleźć pracę lub w jakikolwiek sposób im pomóc, albo mieli bardzo małą emeryturę, albo (częściej) jej w ogóle nie mieli — a ci niepełnosprawni, którzy nie mieli współczujących krewnych, byli zmuszani żebrać na ulicach, cicho prosząc o jałmużnę obok sklepów i placów. Po powrocie z wojny zauważyli jak podle zostali potraktowani, na piersiach mieli ordery i medale za obronę ojczyzny, a ojczyzna im nie pomogła. Zamiast pomagać inwalidom wojennym, postanowiono po prostu pozbyć się ich ponieważ „psuli pogląd na szczęście socjalistyczne”. Dlatego od 1946 r. zaczęto tych ludzi wyłapywać i wywozić poza tereny miasta. Szkoły z internatem, do których wysyłano osoby niepełnosprawne, podlegały Ministerstwu Spraw Wewnętrznych i najbardziej przypominały struktury gułagu. Byłym żołnierzom zabierano książeczki wojskowe, dowody osobiste i paszporty (nie były to paszporty, umożliwiające wyjazd za granicę, lecz paszporty uprawniające do przemieszczania się w granicach ZSRR). Same instytucje były zamknięte, nie było programów rehabilitacyjnych, nie było odpowiedniej opieki dla osób niepełnosprawnych, a już i tak skromna treść została splądrowana przez personel, krótko mówiąc, jedynym zadaniem tych instytucji było jak najszybsze wysłanie „niechcianych ludzi” do grobu. Jednym z miejsc wypędzenia „niepotrzebnych ludzi” była wyspa Wałaam. Ogólnie rzecz biorąc, było ich kilkadziesiąt, ale Wałaam był prawdopodobnie jednym z najbardziej znanych — zwłaszcza dlatego, że artyści przyjeżdżali do ludzi, którzy byli tam wysyłani i robili rysunki — tak, żeby przynajmniej pozostała z nich jakaś pamięć.

## Holokaust
Główny artykuł: Holokaust

### Żydzi

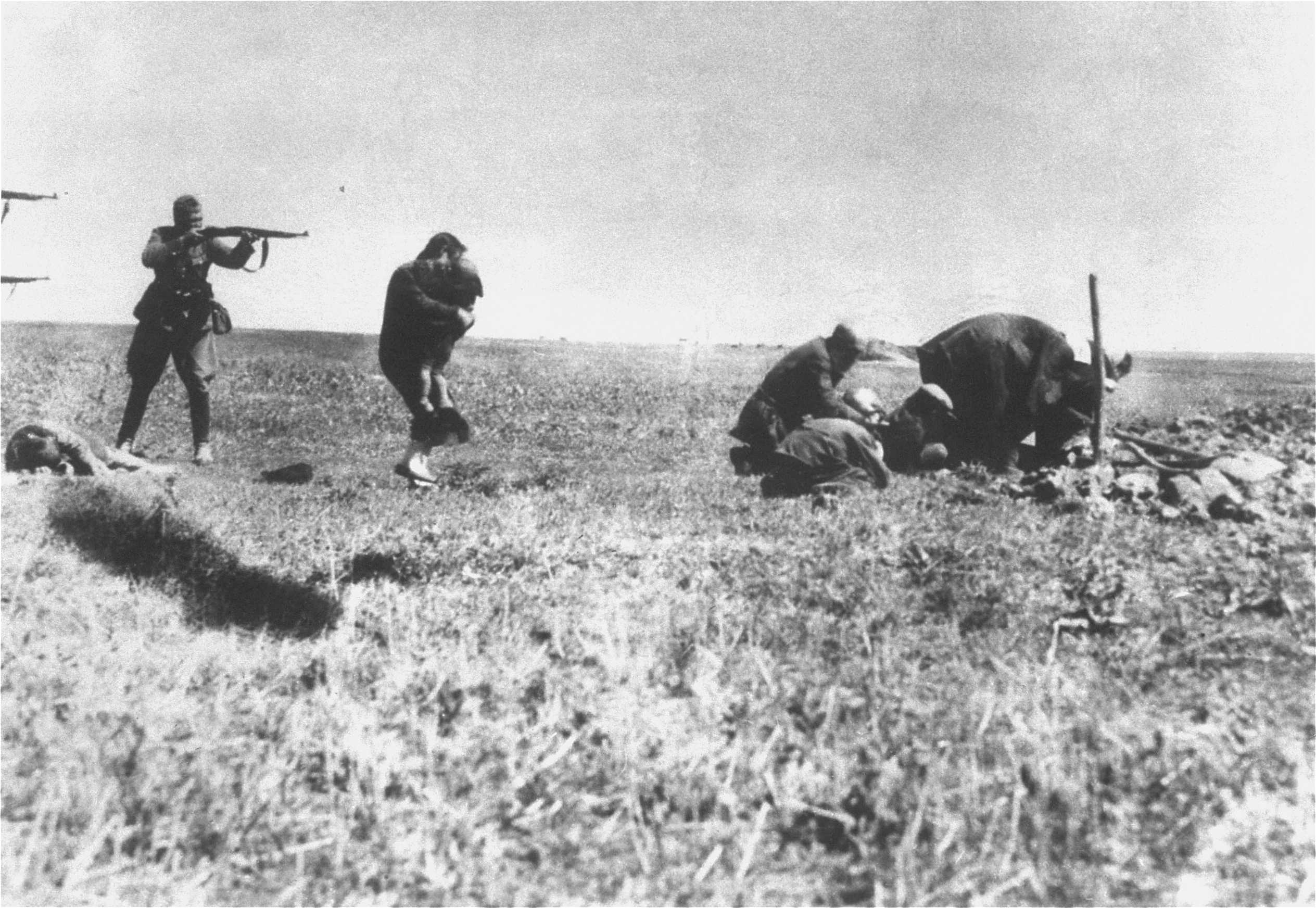
Likwidacja Żydów przez Einsatzgruppen w Iwanhorodzie na Ukrainie, 1942 rok

Termin Holocaust jest używany głównie w stosunku do ludobójstwa około 6 milionów europejskich Żydów podczas II wojny światowej. Martin Gilbert szacuje, że ofiarami Holocaustu było 5,7 miliona (78%) z 7,3-milionowej populacji Żydów w okupowanej przez Niemców Europie. Liczbę ofiar śmiertelnych wśród Żydów szacuje się na 4,9 do 5,9 miliona. Zalicza się do nich:
- Zabitych w niemieckich nazistowskich obozach koncentracyjnych: według badaczy IPN w niemieckich nazistowskich obozach koncentracyjnych zginęło 2 830 000 Żydów:
  - w Oświęcimiu – 1 100 000 ofiar śmiertelnych,
  - w Treblince – 850 000,
  - w Bełżcu – 500 000,
  - w Sobiborze – 150 000,
  - w Chełmnie – 150 000,
  - w Lublinie – 80 000.
- Raul Hilberg szacuje liczbę Żydów zamordowanych w obozach zagłady, wliczając rumuńskie Naddniestrze na 3 miliony osób[148].
- W ZSRR liczbę Żydów zamordowanych przez Einsatzgruppen w rejonie działalności mobilnych grup zabójców szacuje się na 1,4 miliona[148].
- Liczbę Żydów zmarłych w gettach w okupowanej przez Niemców Europie szacuje się na 700 000[148].
- Jad Waszem zidentyfikował nazwiska czterech milionów żydowskich ofiar Holocaustu[149].

#### Ofiary śmiertelne Holokaustu pochodzenia żydowskiego w poszczególnych państwach
| Państwo                         | Liczba ludności żydowskiej w 1933 r. | Minimalna szacunkowa liczba ofiar | Maksymalna szacunkowa liczba ofiar | Minimalna szacunkowa liczba ofiar jako % populacji z 1933 r. | Maksymalna szacunkowa liczba ofiar jako % populacji z 1933 r. | Uśredniona liczba ofiar jako % populacji z 1933 r. |
| ------------------------------- | ------------------------------------ | --------------------------------- | ---------------------------------- | ------------------------------------------------------------ | ------------------------------------------------------------- | -------------------------------------------------- |
| Austria                         | 191 000                              | 50 000                            | 65 000                             | 26,2%                                                        | 34,0%                                                         | 30,1%                                              |
| Belgia                          | 60 000                               | 25 000                            | 29 000                             | 41,7%                                                        | 48,3%                                                         | 45,0%                                              |
| Czechy                          | 92 000                               | 77 000                            | 78 300                             | 83,7%                                                        | 85,1%                                                         | 84,4%                                              |
| Dania                           | 8 000                                | 60                                | 116                                | 0,8%                                                         | 1,5%                                                          | 1,1%                                               |
| Estonia                         | 4 600                                | 1 500                             | 2 000                              | 32,6%                                                        | 43,5%                                                         | 38,0%                                              |
| Francja                         | 260 000                              | 75 000                            | 77 000                             | 28,8%                                                        | 29,6%                                                         | 29,2%                                              |
| Niemcy                          | 566 000                              | 135 000                           | 142 000                            | 23,9%                                                        | 25,1%                                                         | 24,5%                                              |
| Grecja                          | 73 000                               | 59 000                            | 67 000                             | 80,8%                                                        | 91,8%                                                         | 86,3%                                              |
| Węgry (w granicach z 1940 r.)   | 725 000                              | 502 000                           | 569 000                            | 69,2%                                                        | 78,5%                                                         | 73,9%                                              |
| Włochy                          | 48 000                               | 6 500                             | 9 000                              | 13,5%                                                        | 18,8%                                                         | 16,1%                                              |
| Łotwa                           | 95 000                               | 70 000                            | 72 000                             | 73,7%                                                        | 75,8%                                                         | 74,7%                                              |
| Litwa                           | 155 000                              | 130 000                           | 143 000                            | 83,9%                                                        | 92,3%                                                         | 88,1%                                              |
| Luksemburg                      | 3 500                                | 1 000                             | 2 000                              | 28,6%                                                        | 57,1%                                                         | 42,9%                                              |
| Holandia                        | 112 000                              | 100 000                           | 105 000                            | 89,3%                                                        | 93,8%                                                         | 91,5%                                              |
| Norwegia                        | 1 700                                | 800                               | 800                                | 47,1%                                                        | 47,1%                                                         | 47,1%                                              |
| Polska (w granicach z 1939 r.)  | 3 250 000                            | 2 700 000                         | 3 000 000                          | 83,1%                                                        | 92,3%                                                         | 87,7%                                              |
| Rumunia (w granicach z 1940 r.) | 441 000                              | 121 000                           | 287 000                            | 27,4%                                                        | 65,1%                                                         | 46,3%                                              |
| Słowacja                        | 89 000                               | 60 000                            | 71 000                             | 67,4%                                                        | 79,8%                                                         | 73,6%                                              |
| ZSRR (w granicach z 1939 r.)    | 2 825 000                            | 700 000                           | 1 100 000                          | 24,8%                                                        | 38,9%                                                         | 31,9%                                              |
| Jugosławia                      | 68 000                               | 56 000                            | 65 000                             | 82,4%                                                        | 95,6%                                                         | 89,0%                                              |
| Suma                            | 9 067 000                            | 4 869 860                         | 5 894 716                          | 50,4%                                                        | 59,7%                                                         | 55,1%                                              |

- W okresie od 1933 r. do 1939 r. około 400 000 Żydów zbiegło z Niemiec, Austrii oraz Czechosłowacji. Część uchodźców znajdowała się w Europie Zachodniej w 1940 roku, gdy Niemcy rozpoczęli okupację. W 1940 roku żydowscy uchodźcy znajdowali się w następujących państwach, zaatakowanych przez Niemców[153]:
  - 30 000 w Holandii,
  - 30 000 we Francji,
  - 12 000 w Belgii,
  - 5000 we Włoszech,
  - 2000 w Danii,
  - 2000 w Norwegii.
- W Holandii populacja Żydów w 1940 r. była zwiększona do 140 000 osób w wyniku napływu uchodźców[153], z czego 8000 holenderskich Żydów pozostających w mieszanych małżeństwach nie było obiektami deportacji[154]. Według holenderskiego czasopisma „De Groene Amsterdammer”, część Żydów pozostających w mieszanych małżeństwach była deportowana, ale praktykę tę ukrócił Adolf Hitler[155].
- Liczba węgierskich Żydów zmarłych w wyniku Holocaustu na terenach mieszczących się w węgierskich granicach z 1939 roku wynosi 200 000 osób[156].
- Liczba rumuńskich Żydów zmarłych podczas Holocaustu na terenach odpowiadających granicom Królestwa Rumunii z 1939 roku wynosi 469 000 osób (liczba zawiera 300 000 Żydów, którzy zamieszkiwali anektowane w 1940 r. przez ZSRR Besarabię i Bukowinę)[156][157].
- Włoski Holocaust Żydów pochłonął 8000 osób we Włoszech oraz 562 w Libii – ówczesnej włoskiej kolonii[156].

## Nieżydowskie ofiary Holokaustu
Niektórzy badacze uważają, że określenie Holocaust powinno odnosić się także do innych ludzi zabitych przez Niemców.
- Profesor Donald L. Niewyk uważa, że Holocaust może zostać zdefiniowany na cztery sposoby: pierwszy – jako ludobójstwo Żydów; drugi – jako zbiór kilku równoległych ludobójstw, dotyczący różnych grup; trzeci – zaliczający Cyganów oraz niepełnosprawnych wraz z Żydami oraz czwarty - zawierający w sobie wszystkie niemieckie zbrodnie motywowane nazistowską polityką rasową, takie jak zamordowanie radzieckich jeńców wojennych, polskich i radzieckich cywili, oraz więźniów politycznych, religijnych dysydentów oraz homoseksualistów. Zgodnie z ostatnią definicją liczba ofiar Holocaustu wynosi od 11 do 17 milionów ludzi[160].
- Według College of Education Uniwersytetu Południowej Florydy w efekcie niemieckiej ludobójczej polityki zamordowanych zostało około 11 milionów ludzi[161].
- R.J. Rummel oszacował, że w wyniku zorganizowanego przez niemiecki rząd ludobójstwa zginęło 20,9 miliona ludzi[162].
- Timothy Snyder uważa, że liczba ofiar nazistów będąca następstwem celowej polityki masowego mordu, takich jak egzekucje, celowe wywoływanie głodu oraz w obozach zagłady wyniosła 10,4 miliona, wliczając 5,4 miliona Żydów[163].
- Niemiecki uczony Hellmuth Auerbach uważa, że liczba ofiar ery Hitlera wynosi 6 milionów Żydów oraz 7 milionów innych ofiar nazistów[164].
- Historyk Dieter Pohl oszacował całkowitą liczbę ofiar ery nazistowskiej na pomiędzy 12 a 14 milionów ludzi, wliczając w to 5,6–5,7 miliona Żydów[165].
- Liczba ofiar wśród Romów wynosi od 130 000 do 500 000 osób[160][166], a według niektórych źródeł nawet 500 000 do 1 500 000 osób[167]. Ian Hancock uważał, że proporcjonalnie do ogółu populacji liczba ofiar wśród Romów jest równa „i niemal na pewno przekracza liczbę ofiar wśród Żydów”[168]. Według badacza liczba romskich ofiar była zaniżona, ponieważ byli oni umieszczani w dokumentach wraz z innymi grupami etnicznymi, pod takimi nazwami jak „pozostałość do zlikwidowania”, „przybłęda” lub „partyzant”[169].

| Państwo                 | Przedwojenna populacja Romów | Szacunkowa liczba ofiar (zaokrąglenie w dół) | Szacunkowa liczba ofiar (zaokrąglenie w górę) |
| ----------------------- | ---------------------------- | -------------------------------------------- | --------------------------------------------- |
| Austria                 | 11 200                       | 6 800                                        | 8 250                                         |
| Belgia                  | 600                          | 350                                          | 500                                           |
| Czechy                  | 13 000                       | 5 000                                        | 6 500                                         |
| Estonia                 | 1 000                        | 500                                          | 1 000                                         |
| Francja                 | 40 000                       | 15 150                                       | 15 150                                        |
| Niemcy                  | 20 000                       | 15 000                                       | 15 000                                        |
| Grecja                  | ?                            | 50                                           | 50                                            |
| Węgry                   | 100 000                      | 1 000                                        | 28 000                                        |
| Włochy                  | 25 000                       | 1 000                                        | 1 000                                         |
| Łotwa                   | 5 000                        | 1 500                                        | 2 500                                         |
| Litwa                   | 1 000                        | 500                                          | 1 000                                         |
| Luksemburg              | 200                          | 100                                          | 200                                           |
| Holandia                | 500                          | 215                                          | 500                                           |
| Polska                  | 50 000                       | 8 000                                        | 35 000                                        |
| Rumunia                 | 300 000                      | 19 000                                       | 36 000                                        |
| Słowacja                | 80 000                       | 400                                          | 10 000                                        |
| ZSRR (granice z 1939r.) | 200 000                      | 30 000                                       | 35 000                                        |
| Jugosławia              | 100 000                      | 26 000                                       | 90 000                                        |
| Suma                    | 947 500                      | 130 565                                      | 285 650                                       |

- Osoby niepełnosprawne: pomiędzy 200 000 a 250 000 niepełnosprawnych zostało zabitych[171]. Według Bundesarchiv liczba zabitych w wyniku programów Akcja T4 oraz Akcja 14f13 wyniosła 200 000 osób[172][173].
- Jeńcy wojenni: liczba zamordowanych jeńców wojennych w niemieckiej niewoli wyniosła 3,1 miliona osób[174], wliczając w to od 2,6 do 3 milionów obywateli ZSRR[175].
- Polscy chrześcijanie: w wyniku nazistowskich zbrodni zostało zamordowanych 2,77 miliona polskich chrześcijan[176].
- Rosjanie, Ukraińcy i Białorusini: Słowianie według nazistowskiej ideologii byli bezużytecznymi podludźmi, w związku z czym ich przywódcy, radziecka elita miała zostać wymordowana, a pozostała populacja miała zostać zniewolona lub wydalona dalej na wschód. W efekcie miliony cywilów ZSRR zostały celowo zabite, zagłodzone na śmierć lub zmarły z wycieńczenia[177]. Współczesne rosyjskie źródła w odniesieniu do strat cywilnych na terenie okupowanego ZSRR używają określeń „ludobójstwo” i „rozmyślna eksterminacja”. Cywile zabici w akcjach odwetowych podczas wojny partyzanckiej oraz w wyniku związanego z wojną głodu stanowią znaczną część ofiar[178]. Cambridge History of Russia szacuje całkowitą liczbę ofiar cywilnych na terenie okupowanego przez nazistów ZSRR na 13,7 miliona ludzi, wliczając w to 2 miliony Żydów. Dodatkowo w różnych częściach ZSRR poniosło śmierć 2,6 miliona osób. Autor zaznacza, że „zakres błędu w tej liczbie jest bardzo szeroki”. Co najmniej 1 milion zginął w gułagach oraz w wyniku deportacji, wiele osób zginęło także w efekcie ewakuacji, niedożywienia oraz chorób wewnątrz kraju. Autor uważa, że Stalin i Hitler „byli obaj odpowiedzialni za te śmierci, ale na różne sposoby”, oraz że „w skrócie ogólny obraz wojennych strat sowieckich przypomina układankę. Ogólny zarys jest jasny: ludzie ginęli w ogromnych liczbach, ale w wielu różnych przygnębiających i strasznych okolicznościach. Jednakże pojedyncze puzzle układanki nie pasują do siebie, część się nakłada a inne trzeba dopiero odnaleźć”[179]. Bohdan Witwicki oszacował liczbę  „motywowanych rasizmem” ofiar wśród Ukraińców na 3 miliony osób, a Białorusinów na 1,4 miliona[180][181]. Według Paula Roberta Magocsiego pomiędzy 1941 a 1945 rokiem na terenach odpowiadających współczesnej Ukrainie w wyniku nazistowskiej polityki eksterminacji zamordowano 3 000 000 Ukraińców oraz innych osób nieżydowskiego pochodzenia[182]. Dieter Pohl szacuje, że całkowita liczba ofiar nazistowskiej polityki w ZSRR wyniosła 500 000 cywilów zabitych w ramach represji na partyzantach, 1 milion ofiar nazistowskiego planu głodowego, 3 miliony sowieckich jeńców wojennych oraz 1 milion Żydów (wewnątrz przedwojennych granic)[183]. Sowiecki autor Georgij A. Kumanew oszacował liczbę sowieckich cywilnych ofiar na terenie okupowanego przez nazistów ZSRR na 8,2 miliona osób (4 miliony Ukraińców, 2,5 miliona Białorusinów i 1,7 miliona Rosjan)[184]. Raport Rosyjskiej Akademii Nauk z 1995 r. podaje liczbę ofiar niemieckiej okupacji w liczbie 13,7 miliona cywilów (wliczając Żydów): 7,4 miliona ofiar nazistowskiego ludobójstwa i akcji odwetowych; 2,2 miliona deportowanych do Niemiec na przymusowe roboty oraz 4,1 miliona ofiar śmiertelnych głodu i chorób na terytorium okupowanym. Na poparcie tych liczb zacytowano publikacje opublikowane w ZSRR[185].
- Homoseksualiści: Według United States Holocaust Memorial Museum „Pomiędzy 1933 a 1945 policja aresztowała około 100 000 mężczyzn jako homoseksualistów. Większość ze skazanych przez sądy 50 000 mężczyzn została osadzona w standardowych więzieniach, a pomiędzy 5000 a 15000 zostało internowanych w obozach koncentracyjnych. Nie istnieją znane statystyki dotyczące liczby homoseksualistów zmarłych w obozach”[186].
- Inne ofiary nazistowskich prześladowań: Pomiędzy 1000 a 2000 rzymskokatolickich duchownych[187], około 1600 Świadków Jehowy[188] oraz nieznana liczba wolnomularzy[187][189] zmarła w nazistowskich więzieniach i obozach. Los osób czarnoskórych w latach 1933-1945 w Nazistowskich Niemczech i na terenach okupowanych przez III Rzeszę rozciągał się od izolacji do prześladowania, sterylizacji, eksperymentów medycznych, uwięzienia, aktów okrucieństwa i morderstwa[190]. Także komuniści, socjaliści, socjaldemokraci i liderzy związków zawodowych w erze nazizmu byli ofiarami nazistowskich prześladowań[191].
- Serbowie: Liczba Serbów zamordowanych przez ustaszy jest przedmiotem debaty historycznej, a jej szacunki znacznie się od siebie różnią. Jad Waszem szacuje, że zamordowanych zostało około 500 000, wypędzonych 250 000, a 200 000 zmuszonych do przejścia na katolicyzm[192]. Według United States Holocaust Memorial Museum ustasze zamordowali pomiędzy 320 000 a 340 000 etnicznych Serbów w Niepodległym Państwie Chorwackim w latach 1941-45, w tym od 45 000 do 52 000 zamordowano w obozie koncentracyjnym Jasenovac[193]. Według Centrum Szymona Wiesenthala co najmniej 90 000 Serbów, Żydów, Cyganów oraz chorwackich antyfaszystów zginęło z rąk ustaszy w obozie Jasenovac[194]. Według źródeł jugosłowiańskich opublikowanych podczas okresu panowania Broza Tito szacunkowa liczba serbskich ofiar wynosi od 200 000 do 600 000 osób[195].

## Japońskie zbrodnie wojenne
Suma ofiar śmiertelnych drugiej wojny światowej zawiera także ofiary japońskich zbrodni wojennych.
- R. J. Rummel oszacował liczbę cywilnych ofiar japońskiego ludobójstwa na 5 424 000 osób. Liczba ta rozkłada się następująco w poszczególnych państwach/terytoriach: Chiny - 3 695 000 ofiar, Indochiny - 475 000, Korea - 378 000, Indonezja - 375 000, Malaje i Singapur - 283 000, Filipiny - 119 000, Birma - 60 000 i wyspy pacyficzne - 57 000. Według naukowca całkowita liczba japońskich zbrodni wojennych ofiar wśród jeńców wojennych wynosiła 539 000. W zależności od narodowości jeńców liczby te wynosiły: Chiny - 400 000, Indochiny Francuskie - 30 000, Filipiny - 27 300, Holandia - 25 000, Francja - 14 000, Wielka Brytania - 13 000, Brytyjskie kolonie - 11 000, USA - 10 700, Australia - 8 000[11][196].
- Werner Gruhl oszacował liczbę cywilnych ofiar Japończyków na 20 365 000 osób. Liczba ofiar według pochodzenia: Chiny - 12 392 000, Indochiny - 1 500 000, Korea - 500 000, Holenderskie Indie Wschodnie - 3 000 000, Malaje i Singapur - 100 000, Filipiny - 500 000, Birma - 170 000, robotnicy przymusowi w Południowo-wschodniej Azji - 70 000, internowani nieazjatyccy cywile - 30 000, Timor - 60 000, Tajlandia i wyspy pacyficzne - 60 000. Szacowana przez niego liczba ofiar wśród jeńców wojennych to 331 584 osoby, co z uwzględnieniem narodowości rozkłada się następująco: Chiny - 270 000, Filipiny - 20 000, USA - 12 935, Wielka Brytania - 12 433, Holandia - 8 500, Australia - 7 412, Kanada - 273, i Nowa Zelandia - 31[197].
- 11 000 indyjskich jeńców wojennych spośród 60 000 pojmanych w wyniku kapitulacji Singapuru, zginęło w niewoli[198].
- Spośród 130 895 zachodnich cywilów internowanych przez Japończyków, 14 675 zginęło w wyniku głodu i chorób[199][200].

## Wielka Brytania
Doroczny raport Komisji Grobów Wojennych Wspólnoty Narodów (CWGC) z lat 2014–2015 stanowi źródło wiedzy na temat ilości poległych po stronie brytyjskiej. Opiera się on na przeprowadzonych przez komisję badaniach, mających na celu zidentyfikowanie i upamiętnienie żołnierza brytyjskiego.